# Linothele
Linothele là một chi nhện trong họ Dipluridae.

## Hình ảnh

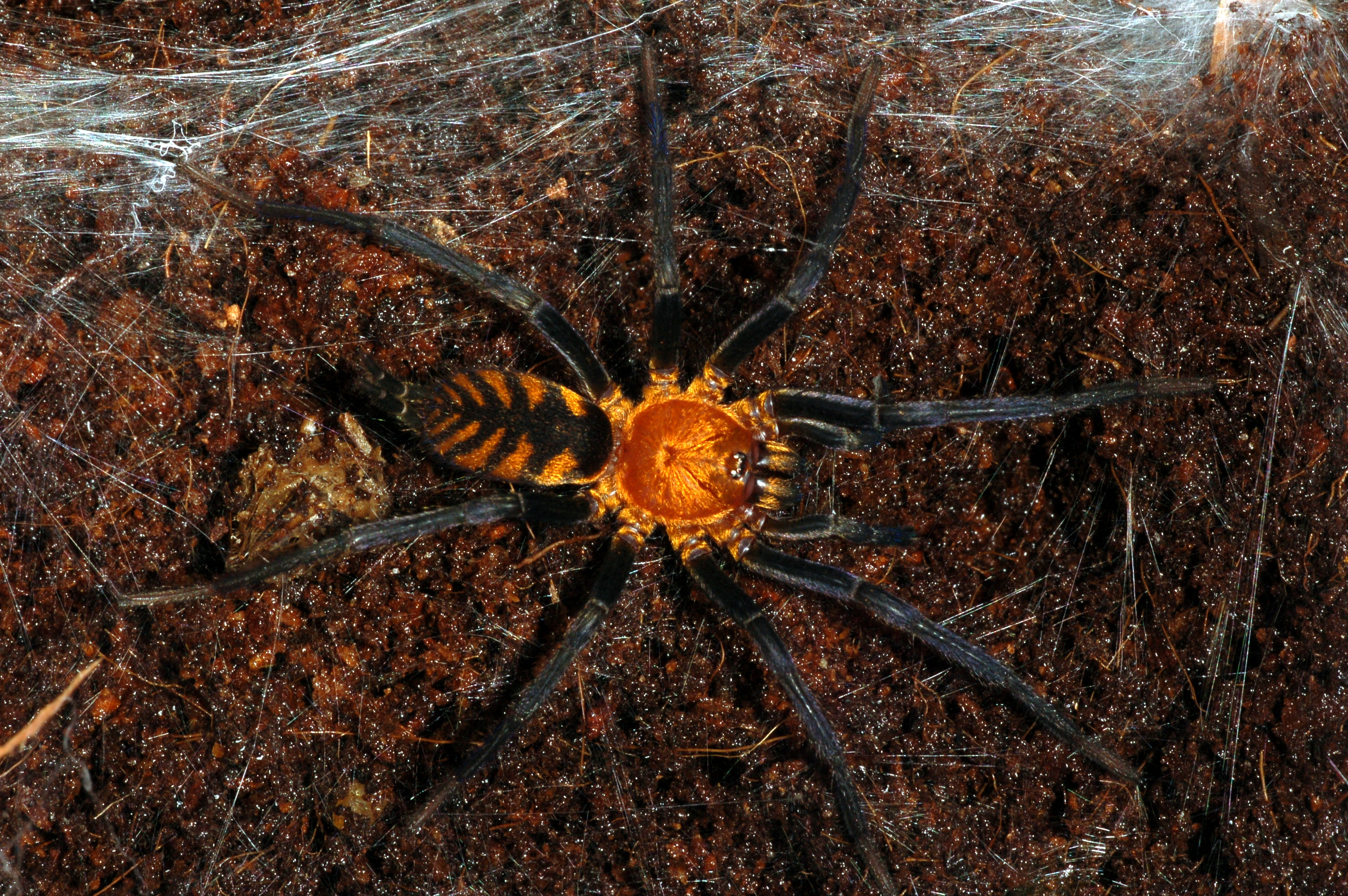
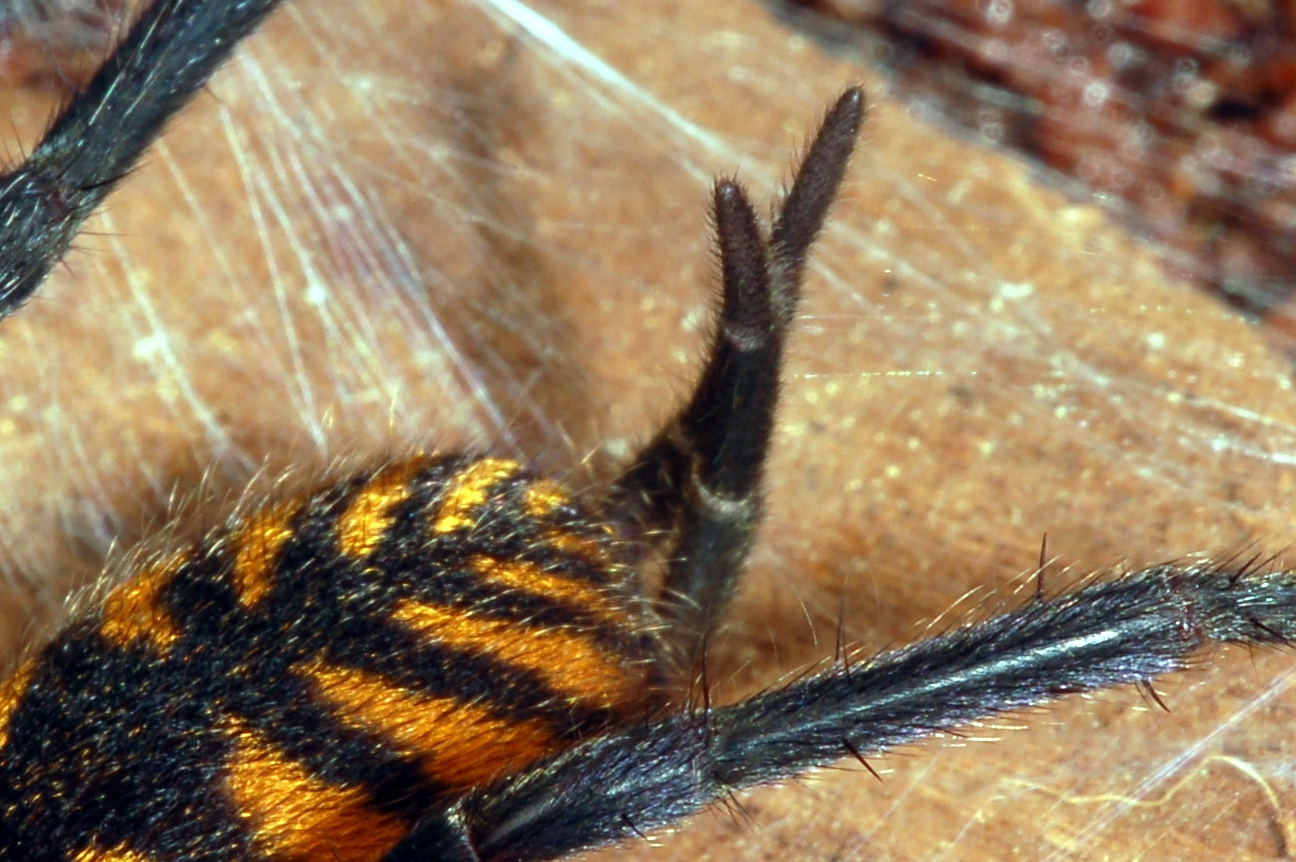
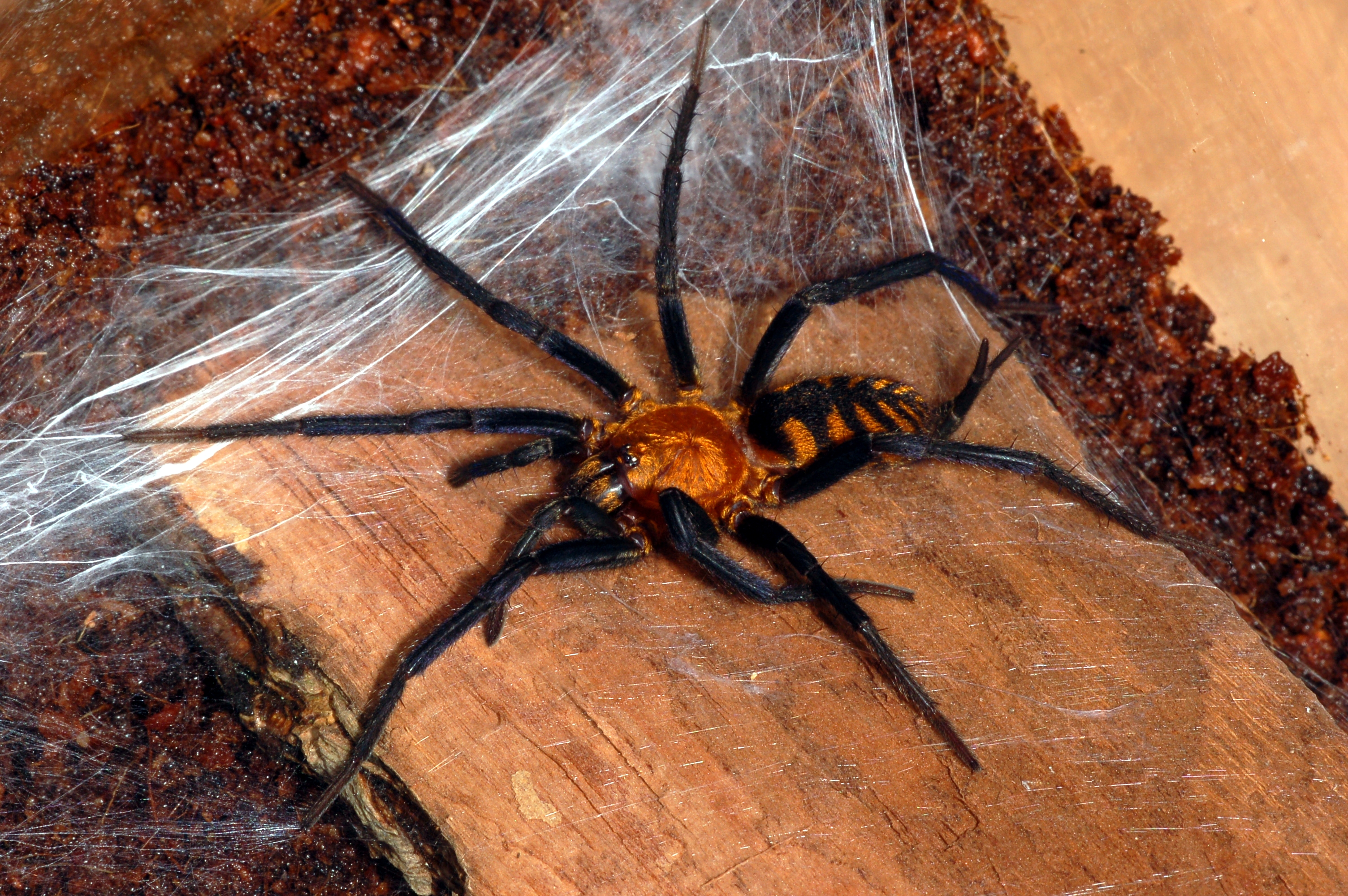